# Saison 8 de Bobino
Cet article concerne la saison 8 de la série télévisée québécoise Bobino. L'émission est diffusée à 16 h.

## Saison 8 (1964 - 1965)
1. L’ouverture du magasin général.  Bobino présentera trois films d’Hanna-Barbera.  Premier épisode de la saison.  Diffusion : le lundi 19 octobre 1964.
2. Les films : « Lippy, le lion », « Rions un peu » et « Aventures dans les bois ».  Diffusion : le lundi 9 novembre 1964.
3. Les films : « Touche la tortue », « Chien et chat » et « On est bien que chez soi ».  Diffusion : le mardi 10 novembre 1964.
4. Les films : « Wally Gator », « Changement de costume » et « Dans la forêt ».  Diffusion : le mercredi 11 novembre 1964.
5. Les films : « Lippy, le lion », « La Lampe magique » et « Bulanda et le diable ».  Diffusion : le jeudi 12 novembre 1964.
6. les films : « Touche la tortue », « Opération fourmi » et « Les Aventures de Tintin » (« Le trésor de Rackam le rouge »).  Diffusion : le lundi 16 novembre 1964.
7. les films : « Wally matelot » et « Les Aventures de Tintin » (« Le trésor de Rackam le rouge »).  Diffusion : le mardi 17 novembre 1964.
8. les films : « Le Violon voleur » et « Les Aventures de Tintin » (« Le trésor de Rackam le rouge »).  Diffusion : le mercredi 18 novembre 1964.
9. les films : « Le Chevalier noir » et « Les Aventures de Tintin » (« Le trésor de Rackam le rouge »).  Diffusion : le jeudi 19 novembre 1964.
10. les films : « Wally et Sémioles » et « Les Aventures de Tintin » (« Le trésor de Rackam le rouge »).  Diffusion : le mercredi 25 novembre 1964.
11. Les films : « Hanna-Barbera »: « Wally Gator ». – « Tintin: “L’Étoile mystérieuse ».  Diffusion : le lundi 7 décembre 1964.
12. Les films : « Hanna-Barbera » : « Lippy le lion ». – « La Baguette magique ».  Diffusion : le mardi 8 décembre 1964.
13. Les films : « Hanna-Barbera » : « Touche la tortue ». – « Gopa, le drôle de pêcheur ».  Diffusion : le mercredi 9 décembre 1964.
14. Les films : « Hanna-Barbera » : « Wally Gator ». – « Tintin » : « L’Île noire ».  Diffusion : le jeudi 10 décembre 1964.
15. Les films : « Hanna-Barbera » : « Touche la tortue ». – « Tintin » : « L’Île noire ».  Diffusion : le lundi 14 décembre 1964.
16. Les films : « Hanna-Barbera » : « le Wally robot ». – « Tintin » : « L’Île noire ».  Diffusion : le mardi 15 décembre 1964.
17. Les films : « Hanna-Barbera » : « Touche la tortue » : « Le bandit fait la loi ». – « Tintin » : « L’Île noire ».  Diffusion : le mercredi 16 décembre 1964.
18. Les films : « Hanna-Barbera » : « Wally Gator » : « Riri réveillé ». – « Tintin » : « L’Île noire ».  Diffusion : le jeudi 17 décembre 1964.
19. Les films : « Touche la tortue » : « Grand-mère bandit ». – « Tintin » : « Le Crabe aux pinces d’or ». – « Grand Galop ».  Diffusion : le lundi 21 décembre 1964.
20. Les films : « Wally Gator » : « L’Alligator dans la baignoire ». – « Tintin » : « Le Crabe aux pinces d’or ». – « Grand Galop ».  Diffusion : le mardi 22 décembre 1964.
21. Les films : « Lippy, le lion » : « L’Oppresseur oppresse ». – « Tintin » : « Le Crabe aux pinces d’or ». – « Grand Galop ».  Diffusion : le mercredi 23 décembre 1964.
22. Les films : « Wally Gator » : « Wally aime conduire ». – « Tintin » : « Le Crabe aux pinces d’or ». – « Grand Galop ».  Diffusion : le jeudi 24 décembre 1964.
23. Les films : « Touche la tortue » : « Il court, il court, le lapin ». – « Tintin » : « Le Crabe aux pinces d’or ». – « Grand Galop ».  Diffusion : le lundi 28 décembre 1964.
24. Les films : « Wally Gator » : « La Cigogne étourdie ». – « Tintin » : « Le Crabe aux pinces d’or ». – « Grand Galop ».  Diffusion : le mardi 29 décembre 1964.
25. Les films : « Lippy, le lion » : « Lippy sorcier ». – « Tintin » : « Le Crabe aux pinces d’or ». – « Grand Galop ».  Diffusion : le mercredi 30 décembre 1964.
26. Les films : « Touche la tortue » : « Petit voleur et gros diamant ». – « Tintin » : « Le Crabe aux pinces d’or ». – « Grand Galop ».  Diffusion : le jeudi 31 décembre 1964.
27. Les films : « Lippy, le lion » : « Safari de salon ». – « Tintin » : « Le Crabe aux pinces d’or ». – « Grand Galop ».  Diffusion : le lundi 4 janvier 1965.
28. Les films : « Touche la tortue » : « Ah! Si j’étais un aigle ». – « Tintin » : « Le Crabe aux pinces d’or ». – « Grand Galop ».  Diffusion : le mardi 5 janvier 1965.
29. Les films : « Wally Gator » : « Un joli talent de monstre ». – « Tintin » : « Le Crabe aux pinces d’or ». – « Grand Galop ».  Diffusion : le mercredi 6 janvier 1965.
30. Les films : « Lippy, le lion » : « Drôle de cheval ». – « Tintin » : « Le Crabe aux pinces d’or ». – « Grand Galop ».  Diffusion : le jeudi 7 janvier 1965.
31. Les films : « Touche la tortue » : « Roméo Touche et Juliette ». – « Tintin » : « Le Crabe aux pinces d’or ». – « Grand Galop ».  Diffusion : le lundi 11 janvier 1965.
32. Les films : « Wally Gator » : « Wally ne veut plus faire du cinéma ». – « Tintin » : « Le Crabe aux pinces d’or ». – « Grand Galop ».  Diffusion : le mardi 12 janvier 1965.
33. Les films : « Lippy, le lion » : « L’œuf et le renard ». – « Tintin » : « Le Crabe aux pinces d’or ». – « Grand Galop ».  Diffusion : le mercredi 13 janvier 1965.
34. Les films : « Touche la tortue » : « Mission anti-moustique ». – « Tintin » : « Le Crabe aux pinces d’or ». – « Grand Galop ».  Diffusion : le jeudi 14 janvier 1965.
35. Les films : « Touche la tortue » : « La Lampe d’Aladin ». – « Tintin » : « Objectif lune ». – « Grand Galop ».  Diffusion : le lundi 25 janvier 1965.
36. Les films : « Wally Gator » : « Plongeon de haut vol ». – « Tintin » : « Objectif lune ». – « Grand Galop ».  Diffusion : le mardi 26 janvier 1965.
37. Les films : « Lippy, le lion » : « À la légion étrangère ». – « Tintin » : « Objectif lune ». – « Grand Galop ».  Diffusion : le mercredi 27 janvier 1965.
38. Les films : « Touche la tortue » : « L’Épée hantée ». – « Tintin » : « Objectif lune ». – « Grand Galop ».  Diffusion : le jeudi 28 janvier 1965.
39. Les films : « Lippy, le lion » : « À cheval pour le rodéo ». – « Tintin » : « Objectif lune ». – « Grand Galop ».  Diffusion : le lundi 1er février 1965.
40. Les films : « Touche la tortue » : « Des œufs et des bombes à retardement ». – « Tintin » : « Objectif lune ». – « Grand Galop ».  Diffusion : le mardi 2 février 1965.
41. Les films : « Wally Gator » : « Les alligators doivent vivres dans les zoosee ». – « Tintin » : « Objectif lune ». – « Grand Galop ».  Diffusion : le mercredi 3 février 1965.
42. Les films : « Lippy, le lion » : « Avis à ceux qui ne croient pas aux monstre ». – « Tintin » : « Objectif lune ». – « Grand Galop ».  Diffusion : le jeudi 4 février 1965.
43. Les films : « Wally Gator » : « La Course la plus longue ». – « Tintin » : « Objectif lune ». – « Grand Galop ».  Diffusion : le lundi 8 février 1965.
44. Les films : « Lippy, le lion » : « À la manière du salaire de la peur ». – « Tintin » : « Objectif lune ». – « Grand Galop ».  Diffusion : le mardi 9 février 1965.
45. Les films : « Touche la tortue » : « Touche a des projets pour Moby ». – « Tintin » : « Objectif lune ». – « Grand Galop ».  Diffusion : le mercredi 10 février 1965.
46. Les films : « Wally Gator » : « L’Objet volant non identifié  ». – « Tintin » : « Objectif lune ». – « Grand Galop ».  Diffusion : le jeudi 11 février 1965.
47. Les films : « Lippy, le lion » : « La difficulté d’être roi des animaux ». – « Tintin » : « Le Secret de la licorne ». – « Grand Galop ».  Diffusion : le lundi 22 février 1965.
48. Les films : « Touche la tortue » : « Touche sauve son meilleur ami ». – « Tintin » : « Le Secret de la licorne ». – « Grand Galop ».  Diffusion : le mardi 23 février 1965.
49. Les films : « Wally Gator » : « Attention aux assurances contre les accidents ». – « Tintin » : « Le Secret de la licorne ». – « Grand Galop ».  Diffusion : le mercredi 24 février 1965.
50. Les films : « Lippy, le lion » : « Les joies de la resquille ». – « Tintin » : « Le Secret de la licorne ». – « Grand Galop ».  Diffusion : le jeudi 25 février 1965.
51. Les films : « Wally Gator » : « Les Trois Souhaits ». – « Tintin » : « Le Secret de la licorne ». – « Grand Galop ».  Diffusion : le vendredi 26 février 1965.
52. Les films : « Wally Gator » : « Le patron, c’est lui qui siffle ». – « Tintin » : « Le Secret de la licorne ». – « Grand Galop ».  Diffusion : le lundi 1er mars 1965.
53. Les films : « Lippy, le lion » : « Professeur de golf ». – « Tintin » : « Le Secret de la licorne ». – « Grand Galop ».  Diffusion : le mardi 2 mars 1965.
54. Les films : « Touche la tortue » : « Un étrange cadeau d’anniversaire ». – « Pinocchio ». – « Grand Galop ».  Diffusion : le mercredi 3 mars 1965.
55. Les films : « Wally Gator » : « Un joyeux anniversaire ». – « Pinocchio ». – « Grand Galop ».  Diffusion : le jeudi 4 mars 1965.
56. Les films : « Touche la tortue » : « Comment Napoléon faillit gagner Waterloo ». – « Pinocchio ». – « Grand Galop ».  Diffusion : le vendredi 5 mars 1965.
57. Les films : « Wally Gator » : « Un ennemi insaisissable ». – « Pinocchio ». – « Grand Galop ».  Diffusion : le lundi 22 mars 1965.
58. Les films : « Lippy, le lion » : « Gardes du corps ». – « Pinocchio ». – « Grand Galop ».  Diffusion : le mardi 23 mars 1965.
59. Les films : « Touche la tortue » : « Discipline de Robin des Bois ». – « Pinocchio ». – « Grand Galop ».  Diffusion : le mercredi 24 mars 1965.
60. Les films : « Wally Gator » : « Quelle popularité ». – « Pinocchio ». – « Grand Galop ».  Diffusion : le jeudi 25 mars 1965.
61. Les films : « Lippy, le lion » : « Petit ballet nautique ». – « Pinocchio ». – « Grand Galop ».  Diffusion : le vendredi 26 mars 1965.
62. Les films : « Touche la tortue » : « Une solution à la crise du logement ». – « Pinocchio ». – « Grand Galop ».  Diffusion : le lundi 29 mars 1965.
63. Les films : « Wally Gator » : « Le fermier n’aime pas les Martiens ». – « Pinocchio ». – « Grand Galop ».  Diffusion : le mardi 30 mars 1965.
64. Les films : « Lippy, le lion » : « Un chien explosif ». – « Pinocchio ». – « Grand Galop ».  Diffusion : le mercredi 31 mars 1965.
65. Les films : « Lippy, le lion » : « Jones, le gorille ». – « Pinocchio ». – « Grand Galop ».  Diffusion : le jeudi 1er avril 1965.
66. Les films : « Touche la tortue » : « Les héros ne prennent pas de vacances ». – « Pinocchio ». – « Grand Galop ».  Diffusion : le vendredi 2 avril 1965.
67. Les films : « Wally Gator » : « Plaisirs de la glace ». – « Pinocchio ». – « Grand Galop ».  Diffusion : le lundi 5 avril 1965.
68. Les films : « Lippy, le lion » : « Le crime ne paie pas ». – « Pinocchio ». – « Grand Galop ».  Diffusion : le mardi 6 avril 1965.
69. Les films : « Touché la tortue » : « Touché et Ali-Baba ». – « Pinocchio ». – « Grand Galop ».  Diffusion : le mercredi 7 avril 1965.
70. Les films : « Wally Gator » : « Toujours les créatures de l’au-delà ». – « Pinocchio ». – « Grand Galop ».  Diffusion : le jeudi 8 avril 1965.
71. Les films : « Wally Gator » : « Quand les alligators rencontrent un autre alligator ». – « Pinocchio ». – « Grand Galop ».  Diffusion : le vendredi 9 avril 1965.
72. Les films : « Touche la tortue » : « En direct de Mars ». – « Pinocchio ». – « Grand Galop ».  Diffusion : le lundi 12 avril 1965.
73. Les films : « Wally Gator » : « Un héritier éphémère ». – « Pinocchio ». – « Grand Galop ».  Diffusion : le mardi 13 avril 1965.
74. Les films : « Lippy, le lion » : « La Capture du cavalier fantôme ». – « Pinocchio ». – « Grand Galop ».  Diffusion : le mercredi 14 avril 1965.
75. Les films : « Touche la tortue » : « La valeur n’attend pas le nombre des années ». – « Pinocchio ». – « Grand Galop ».  Diffusion : le jeudi 15 avril 1965.
76. « Le Conte de la forêt ».  Diffusion : le vendredi 16 avril 1965.
77. Les films : « Wally Gator » : « On demande un plombier ». – « Pinocchio ». – « Grand Galop ».  Diffusion : le lundi 19 avril 1965.
78. Les films : « Lippy, le lion » : « Un Indien qui connaît la musique ». – « Pinocchio ». – « Grand Galop ».  Diffusion : le mardi 20 avril 1965.
79. Les films : « Touche la tortue » : « Touche, chef scout ». – « Pinocchio ». – « Grand Galop ».  Diffusion : le mercredi 21 avril 1965.
80. Les films : « Lippy, le lion » : « Mangeons du melon ». – « Pinocchio ». – « Grand Galop ».  Diffusion : le lundi 26 avril 1965.
81. Les films : « Touche la tortue » : « La Plante cannibale ». – « Pinocchio ». – « Grand Galop ».  Diffusion : le mardi 27 avril 1965.
82. Les films : « Wally Gator » : « L’Enlèvement ». – « Pinocchio ». – « Grand Galop ».  Diffusion : le mercredi 28 avril 1965.
83. Les films : « Lippy, le lion » : « Jérémie quart de seconde ». – « Pinocchio ». – « Grand Galop ».  Diffusion : le vendredi 30 avril 1965.
84. Les films : « Touche la tortue » : « La Missile récalcitrant ». – « Pinocchio ». – « Grand Galop ».  Diffusion : le lundi 3 mai 1965.
85. Les films : « Wally Gator » : « Wally s’ennuie ». – « Pinocchio ». – « Grand Galop ».  Diffusion : le mardi 4 mai 1965.
86. Les films : « Touche la tortue » : « Le Serpent de mer ». – « Pinocchio ». – « Grand Galop ».  Diffusion : le jeudi 6 mai 1965.
87. Les films : « Wally Gator » : « Le Bal costumé ». – « Pinocchio ». – « Grand Galop ».  Diffusion : le lundi 10 mai 1965.
88. Les films : « Lippy, le lion » : « Écumons les mers ». – « Pinocchio ». – « Grand Galop ».  Diffusion : le mardi 11 mai 1965.
89. Les films : « Touche la tortue » : « L’Insecte et le canari ». – « Pinocchio ». – « Grand Galop ».  Diffusion : le mercredi 12 mai 1965.
90. Les films : « Wally Gator » : « Médor l’endormi ». – « Pinocchio ». – « Grand Galop ».  Diffusion : le jeudi 13 mai 1965.
91. Les films : « Wally Gator » : « Évasions ». – « Pinocchio ». – « Grand Galop ».  Diffusion : le vendredi 14 mai 1965.
92. Les films : « Lippy, le lion » : « L’Homme sauvage ». – « Pinocchio ». – « Grand Galop ».  Diffusion : le lundi 17 mai 1965.
93. Les films : « Touche la tortue » : « Le Fantôme ». – « Pinocchio ». – « Grand Galop ».  Diffusion : le mardi 18 mai 1965.
94. Les films : « Wally Gator » : « Voyages ». – « Pinocchio ». – « Grand Galop ».  Diffusion : le mercredi 19 mai 1965.
95. Les films : « Lippy, le lion » : « Brigade de jeux ». – « Pinocchio ». – « Grand Galop ».  Diffusion : le jeudi 20 mai 1965.
96. Les films : « Lippy, le lion » : « Là-haut sur la montagne ». – « Pinocchio ». – « Grand Galop ».  Diffusion : le vendredi 21 mai 1965.

Le dernier épisode de la saison dite régulière a eu lieu le vendredi 28 mai 1965.
Durant la saison dite estivale, Ulysse et Oscar reprendra l’affiche uniquement les samedis du 1er mai au 28 août 1965 et par la suite, du lundi au vendredi à partir du lundi 6 au vendredi 17 septembre 1965. Bobino continuera à être diffusé du lundi au vendredi à 17:00 du 31 mai au 3 septembre 1965.
Durant l’été, Bobino présentera les films de « Touche la tortue », « Lippy, le lion », « Wally Gator », « Grangallo », « Pinocchio », « Snip Snap » et « Joe ».
Note : le télé-horaire La Semaine à Radio-Canada utilise l'orthographe « Pinocchio » pour le titre « Pinnochio ».  Il peut s’agir d’une erreur ou d’une variante du nom.
Source : La Semaine à Radio-Canada - horaire de la télévision